# Ramat David
Ramat David (en hebreu: רמת דוד) és un quibuts que es troba en la Vall de Jizreel. El nom del quibuts es un homenatge a David Lloyd George, el cap del govern britànic en el moment que es va aprovar la Declaració Balfour. La població del quibuts és de 650 membres. El quibuts va ser fundat en 1926 per immigrants jueus de Rússia, Romania i Polònia. Es van establir en el indret d'un antic hort abandonat, que estava irrigat per tres fonts d'aigua natural dels voltants. En 1933, un grup del moviment juvenil Gordonia de Polònia es va unir a ells. El quibuts va ser construït gràcies als donatius financers dels jueus anglesos.